# Kino Vino
Kino Teatret (tidligere Kino Vino og Kino 1+2) er en biograf, der ligger i Nyborg på Østfyn).
Efter at have været lukket i omkring 3 måneder henover sommeren 2016 åbnede biografen igen i oktober dette år. I slutningen af 2016 fik biografen fik nye ejere, som ombyggede den og etablerede en vinbar.
Kino Vinos forpagtningsret udløb 31. marts 2025, hvorefter den blev drevet videre af Biografkompagniet, under navnet Kino Teatret (samme navn, som biografen havde med åbningen i 1920'erne), indtil Nyborg Kommune, får fuldført et udbud af biografen.